# Gábor Elek
Gábor Elek (* 5. November 1970 in Budapest, Ungarn) ist ein ehemaliger ungarischer Handballspieler, der mittlerweile als Handballtrainer tätig ist.

## Karriere

### Als Spieler
Elek begann das Handballspielen im Jahr 1980 bei Ferencváros Budapest. Mit Ferencváros gewann er 1990 die ungarische Jugendmeisterschaft. Anschließend lief er für III. kerület TVE Kohorc (1990–1991), Hargita KC (1991–1992), Solymár Pemü SE (1992–1996), Százhalombatta (1996–2000), Csömör KSK (2000–2006) und Dabas KC VSE (2006–2013) auf.

### Als Trainer
Elek trainierte zwischen 2004 und 2008 die Frauenmannschaft von Csömör KSK, die in der zweithöchsten ungarischen Spielklasse antraten. Nachdem Elek in der Saison 2007/08 im weiblichen Jugendbereich von Ferencváros Budapest als Trainer tätig gewesen war, übernahm er anschließend das Traineramt der Damenmannschaft. Unter seiner Leitung gewann Ferencváros 2011 und 2012 den Europapokal der Pokalsieger, 2015 und 2021 die ungarische Meisterschaft sowie 2017, 2022 und 2023 den ungarischen Pokal.
Elek trainierte ab Februar 2016 bis Ende Juni 2016 gemeinsam mit Ambros Martín die ungarische Nationalmannschaft. Im Januar 2020 übernahm er erneut dieses Traineramt, diesmal gemeinsam mit Gábor Danyi. Nachdem Elek ab Januar 2021 alleiniger Cheftrainer der ungarischen Auswahl war, endete im August 2021 seine Tätigkeit als Nationaltrainer.
Elek beendete im Jahr 2023 seine Trainertätigkeit bei Ferencváros und wurde Sportdirektor beim drittklassigen Verein Esztergomi Vitézek. Durch den Zwangsabstieg von Siófok KC stieg Esztergomi Vitézek vor dem Saisonbeginn 2023/24 in die zweithöchste Spielklasse auf. Elek, der daraufhin auch als Trainer der Damenmannschaft tätig war, führte die Mannschaft im Jahr 2024 in die höchste ungarische Spielklasse.

## Sonstiges
Gábor Elek stammt aus einer Handballerfamilie. Seine Mutter Anna Rothermel war Handballnationalspielerin und sein Vater Gyula Elek war ein erfolgreicher Handballtrainer. Gábor Elek ist mit der ungarischen Handballspielerin Zita Szucsánszki verheiratet.